# Doulaincourt-Saucourt
Doulaincourt-Saucourt là một xã thuộc tỉnh Haute-Marne trong vùng Grand Est đông bắc nước Pháp. Xã này nằm ở khu vực có độ cao trung bình 220 mét trên mực nước biển.